# Valore del tempo
Il Valore del tempo (spesso indicato con la sigla "VOT", dall'inglese Value Of Time) è una grandezza utilizzata negli studi relativi alla pianificazione dei trasporti.
Tale grandezza esprime il valore monetario associato al tempo impiegato per muoversi. Tale valore è naturalmente diverso in base al motivo dello spostamento (es. lavoro, affari, svago, salute) ed anche alla tipologia di chi si muove (es. un pendolare su una automobile o un autista di camion per il trasporto delle merci).
Nella realtà, anche se poche persone si sono forse poste il problema di quantificare in termini monetari quanto costa un'ora spesa per muoversi, questa valutazione viene effettuata nella gran parte dei casi a livello più o meno inconscio. Un esempio è relativo alla scelta o meno di un percorso autostradale, per il quale l'esborso monetario dovuto al pedaggio può essere in qualche modo compensato dal risparmio di tempo che si ottiene a fronte della scelta di un percorso su strade locali (più lento). In qualche modo, in questo caso viene quindi effettuata una comparazione (e quindi una valutazione) di tempo e valore monetario associato.
Vista l'importanza della corretta definizione di questa grandezza nei modelli di simulazione dei flussi di traffico, numerose tesi di studio e articoli tecnico-scientifici sono stati dedicati alla sua quantificazione.
Per avere delle grandezze di riferimento, si consideri che, al 2006, i valori medi di tale grandezza (riferiti alla realtà italiana) sono i seguenti:
- veicoli leggeri: 10-12 euro/ora;
- veicoli pesanti: 15-18 euro/ora.